# 茨城県道69号北茨城インター線
茨城県道69号北茨城インター線（いばらきけんどう69ごう きたいばらきインターせん）は、茨城県北茨城市を通る県道（主要地方道）である。常磐自動車道北茨城インターチェンジ (IC) への接続道路である。

## 概要
北茨城市磯原町豊田の茨城県道22号北茨城大子線・北茨城I.C.南交差点より分岐し、北茨城ICと華川町下相田の茨城県道10号日立いわき線に接続する路線。

### 路線データ
- 起点：北茨城市磯原町豊田831番地先（茨城県道22号北茨城大子線分岐）[1]
- 終点：北茨城市磯原町中妻字関根5番3（茨城県道10号日立いわき線交点）[1]
- 総延長：2.548 km[2]
- 重用延長：なし[2]
- 未供用延長：なし[2]
- 実延長：2.548 km[2]
- 自動車交通不能区間延長[注釈 1]：なし[2]

## 歴史
1994年（平成6年）4月1日、北茨城ICに接続する新規路線として、起点を北茨城市磯原町、終点を同市華川町を終点とする主要地方道北茨城インター線（整理番号85）が路線認定された。この路線の前身となる茨城県道153号水沼磯原線の北茨城インターチェンジへのアクセス道路となる一部区間を、主要地方道へ道路区域指定した路線である。翌1995年（平成7年）に整理番号69へ変更され現在に至る。

### 年表
- 1988年（昭和63年）3月29日：常磐自動車道北茨城インターチェンジが開通。
- 1993年（平成5年）5月11日 - 建設省から、県道水沼磯原線の一部が北茨城インター線として主要地方道に指定される[3]。
- 1994年（平成6年）4月1日：
  - 北茨城インター線（整理番号85）として県道路線認定[4]。
  - 道路の区域は、北茨城市磯原町豊田県道北茨城大子線分岐から北茨城市磯原町中妻県道日立いわき線交点までに決定する[1]。
- 1995年（平成7年）3月30日：整理番号85から現在の番号（整理番号69）に変更される[5]。
- 2000年（平成12年）4月1日：全区間が、通行する車両の最大重量限度25トンの道路に指定される[6]。
- 2002年（平成14年）4月1日：北茨城市磯原町豊田 - 同市華川町中妻の新道ルートが、通行する車両の最大重量限度25トンの道路に指定される[7]。
- 2010年（平成22年）3月25日：北茨城市磯原町大字豊田（一本杉交差点） - 同市華川町大字中妻の旧道 (1.08 km) が県道指定解除により市道降格する[8]。
- 2019年（令和元年）7月31日：全線を、通行する車両の高さの最高限度4.1 mの道路、および国際コンテナ車[注釈 2]の重量・長さ上限を引き上げる道路に指定[9]。

## 路線状況
起点から約200 mの位置に北茨城IC入口の交差点がある。沿線の田園地帯を右にややカーブして華川町臼場の十字路交差点を左折し、常磐自動車道の下をくぐり右手の中妻小学校見ながら直進すると、終点の茨城県道10号日立いわき線・下相田交差点に接続する。
道路法の規定に基づき、は、緊急輸送道路として機能を維持するため、災害発生時の被害拡大防止を目的に道路用地内に電柱を建てることが制限されている。
- 北茨城市磯原町豊田（常磐自動車道 北茨城IC） - 北茨城市華川町臼場（北茨城市道交差）[10]
- 北茨城市磯原町豊田（主要地方道北茨城大子線交差） - 同（北茨城IC）[11]
- 北茨城市華川町臼場（北茨城市道交差） - 同市華川町下相田（下相田交差点）[11]

### 重複区間
- 茨城県道153号水沼磯原線（北茨城インター線の全線重用）

## 地理
地勢は、路線全体が北茨城台地にあり道路は平坦である。華川町臼場を経由することから、路線全体の線形はL字型となる。北茨城IC周辺は田園風景、終点付近沿線は中妻小学校のある宅地である。

### 通過する自治体
- 北茨城市

### 交差する道路

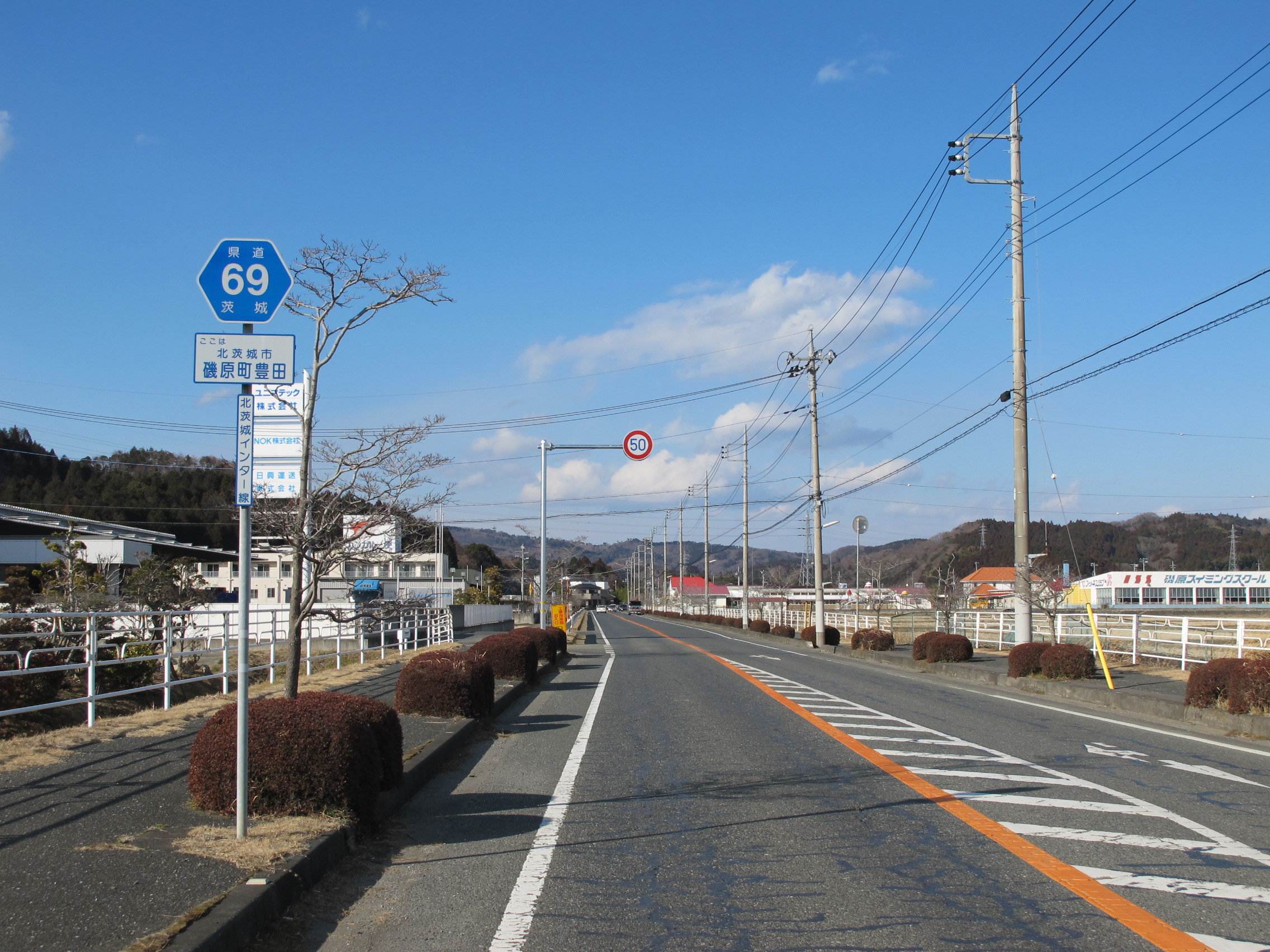
茨城県道69号北茨城インター線
北茨城市磯原町豊田（2013年2月）

- 茨城県道22号北茨城大子線（北茨城市磯原町豊田・起点、茨城県道153号水沼磯原線終点）
- E6常磐自動車道（北茨城IC）
- 茨城県道10号日立いわき線（茨城県道153号水沼磯原線 重複）（北茨城市下相田・終点）

### 沿線にある施設など
- 北茨城IC（磯原町豊田）
- 北茨城市立中妻小学校（華川町中妻）